# Kolobopetalum chevalieri
Kolobopetalum chevalieri là một loài thực vật có hoa trong họ Biển bức cát. Loài này được (Hutch. & Dalziel) Troupin mô tả khoa học đầu tiên năm 1949.